# Boris Izaguirre

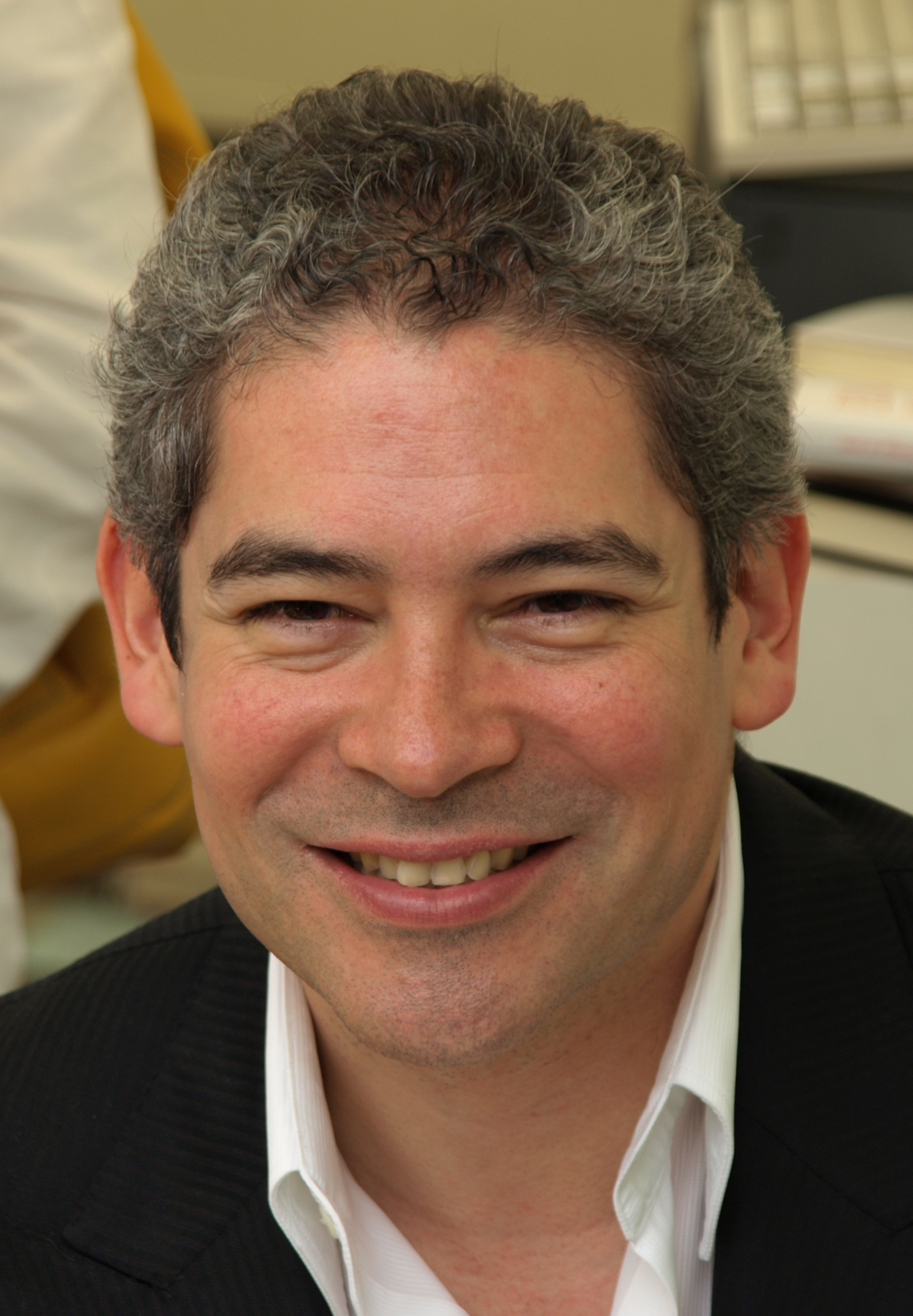
Boris Izaguirre

Boris Rodolfo Izaguirre Lobo (* 29. September 1965 in Caracas) ist ein spanischer Autor und Showmaster venezolanischer Herkunft.

## Leben
Noch in Venezuela war er Drehbuchautor von Telenovelas wie Rubí oder La dama de Rosa. Nach Erfolgen dieser Serien auf der iberischen Halbinsel zog er 1992 nach Spanien und arbeitet dort seither für das dortige Fernsehen als Autor, Moderator von Programmen wie Crónicas Marcianas.
Boris Izaguirre verfasste zahlreiche Artikel in den Magazinen Zero, El País Semanal, Fotogramas und Marie Claire. Seit 2006 führt er zusammen mit Ana García-Siñeriz durch das Programm von Channel nº4; die Sendung wurde aber nach mehr als einem Jahr abgesetzt. Seit September 2008 sitzt er in der Jury von „Mira Quien Baila“ (spanische Variante von „Let’s Dance“). Nach seiner Übersiedlung nach Spanien, wo er in Santiago de Compostela lebt, ließ er sich einbürgern. Seit 2006 lebt Izaguirre mit seinem Lebenspartner in einer eingetragenen Partnerschaft.

## Werke
- El vuelo de los avestruces (1991)
- Azul petróleo (1998)
- 1965 (2002)
- Morir de glamour (2000)
- Verdades alteradas (2001)
- Fetiche (2003)
- Villa Diamante (Finalista del LIV Premio Planeta, 2007) ISBN 84-08-07597-7
- Y de repente fue ayer (2009) ISBN 978-84-08-08678-9
- Dos monstruos juntos (2011) ISBN 978-84-08-10389-9
- Un jardín al norte (2014) ISBN 978-84-08-13563-0